# Нова Весь-Крулевська (Куявсько-Поморське воєводство)
Нова Весь-Крулевська (пол. Nowa Wieś Królewska) — село в Польщі, у гміні Плужниця Вомбжезького повіту Куявсько-Поморського воєводства.
Населення — 494 особи (2011).
У 1975-1998 роках село належало до Торунського воєводства.

## Демографія
Демографічна структура станом на 31 березня 2011 року:
|          | Загалом | Допрацездатний вік | Працездатний вік | Постпрацездатний вік |
| -------- | ------- | ------------------ | ---------------- | -------------------- |
| Чоловіки | 248     | 43                 | 185              | 20                   |
| Жінки    | 246     | 51                 | 150              | 45                   |
| Разом    | 494     | 94                 | 335              | 65                   |